# 给木管五重奏的小室内乐曲
小室內樂曲（德語：Kleine Kammermusik），作品24之2，屬於亨德密特早期的作品，為木管五重奏的形式，共有五個樂章。

## 背景
亨德密特僅僅在五天之內就譜出了這首十四分鐘長的室內樂曲。在此曲中，他將五種樂器的個別特色及音響對比處理的淋漓盡致，充滿了幽默及炫技的樂段。此曲特徵為強烈活潑的節奏，加上不協和和弦擴大了傳統的和聲，與對位法的使用。
至於創作年代方面，根據葛洛夫音樂字典指出此曲創作於1922年 ，但是牛津音樂辭典（Concise Oxford Dictionary of Music）卻表示此曲創作於1923年。但可確信的是，此曲為亨德密特早期作品，並由碩特音樂出版。

## 分析
第一樂章為快樂地，以適度的快速四分音符演奏。首先單簧管以輕快活潑的節奏構成第一主題，而法國號與低音管以平行大三度的半音音階音型作為伴奏。接著，由雙簧管流暢的呈現三連音音型的第二主題，但其伴奏為擷取自第一主題之頑固音型，長笛隨後在雙簧管上方以平行小三度加以強調第二主題。過門樂句則由單簧管及長笛相互模仿構成。第一主題與第二主題再現之後，出現由低音管演奏之短小尾奏，結合第二主題與過門動機。之後突然恢復原速，並以第一主題之動機快樂地結束第一樂章。
第二樂章為3/4拍之圓舞曲，全部極輕柔地。此樂章由三個小主題構成，曲式為Ａ＋Ｂ＋Ｃ＋Ｂ＋Ａ＋尾奏，為拱形曲式（arch form）。四小節的前奏由低音管與法國號呈現，單簧管緊接著主奏主題Ａ，短笛在高八度反覆一次主題Ａ。接著出現由雙簧管主奏之主題Ｂ。特別的是，由法國號主奏之主題Ｃ實為兩拍子，亨德密特將其融入單簧管及低音管的三拍子伴奏中，造成特殊的效果。
第三樂章為三段體，平靜且簡單的八分音符。開頭由單簧管與長笛奏出兩拍子的平行三度主要主題。中段的主題為三拍子的旋律，在長笛、單簧管與法國號兩小節為單位的頑固節奏伴奏下，由雙簧管緩緩的吹出中段主題。此樂章結束前，主要主題由雙簧管與單簧管奏出，但法國號伴奏音型卻為中段主題伴奏之節奏。
第四樂章相當短小，以快速的四分音符演奏。此樂章不到一分鐘，但在活潑的節奏間，各插入了長笛、低音管、單簧管、雙簧管和法國號的短小獨奏片段，類似裝飾奏。隨即進入第五樂章。
第五樂章為非常活潑的，以附點二分音符為主，曲式為三段體。構成主要主題的小樂句是由缺少三音的E和弦開始，為空心的和聲。接著，低音管奏出級進的低音，由雙簧管與單簧管奏出被切分後的主題變奏。中段主題由長笛主奏，並反覆了三次。第三部份先由主題切分變奏呈現，接著再現主要主題，尾奏則融合了主要主題及其大七度的切分變奏，以ff精采的結束全曲。

## 外部連結
- 亨德密特小室内乐曲, 作品24之2：国际乐谱典藏计划上的乐谱